# Giulio Macaione
Giulio Macaione (Catania, 11 novembre 1983) è un fumettista e illustratore italiano.

## Biografia
Catanese di nascita, ma cresciuto a Palermo, Macaione vive a Bologna dove si è diplomato in pittura alla locale Accademia di belle arti. Publica con vari editori in Italia (tra cui BAO Publishing, Panini Comics, Sergio Bonelli Editore), in Francia (Ankama, Les Humanoïdes Associés) e USA (Boom!Studios, DC Comics).
Nel 2025 vince il premio Eisner nella categoria “miglior storia breve” su una storia scritta da Phil Jimenez (Spaces, DC Pride 2024. Nel 2022 vince il primo torneo letterario di Graphic Novel indetto da Robinson di Repubblica con Scirocco (BAO Publishing, 2021). Nel 2018 la New York Public Library inserisce la graphic novel Alice, from dream to dream (Boom!Studios, 2018) tra i Best Books for Teens di quell'anno
Inizia la sua carriera vincendo la terza edizione del concorso Otto tavole per Mondo Naif, indetto da Kappa Edizioni in collaborazione con la rivista Fumo di china, che gli ha permesso di debuttare nel 2005 sulla rivista Mondo Naif numero 25 con il corto Mortén; successivamente ha pubblicato per la stessa casa editrice i due volumi The Fag Hag (2008) e Innamorarsi a Milano (2010), entrambi su testi di Massimiliano De Giovanni.
Per Comma 22 ha pubblicato Ofelia (2013), prima serializzato sul web e poi raccolto in volume, il quale è stato tradotto e pubblicato anche in Francia nel 2014 da Editions Physalis. Per Renbooks ha realizzato I colori del vicino (2014), spin-off di Ofelia.
Nel 2016 comincia la collaborazione con BAO Publishing, con cui pubblica Basilicò (2016), Stella di mare (2018), Scirocco (2021) e Tutte le volte che sono diventato grande (2025), poi editi in Francia rispettivamente come Basilicò (Ankama, 2020), Étoile de mer (Editions du Long Bec, 2019), Sirocco (Ankama, 2022). Scirocco è stato pubblicato in Olanda nel 2022 (Sirocco, Uitgeverij Lauwert).  
Nel 2018 è stata pubblicata negli Stati Uniti d'America la sua prima graphic novel per il mercato locale intitolata Alice: from Dream to Dream, pubblicata dalla casa editrice californiana Boom!Studios. La relativa edizione italiana Alice: di sogno in sogno è stata pubblicata nel 2019 da BAO Publishing.
Nel 2020 Panini Comics pubblica la serie in due volumi intitolata F***ing Sakura (pubblicata in Italia, Spagna, Polonia e Germania), di cui Fabula Pictures ha acquisito i diritti cinematografici.
Tra il 2022 e il 2023 collabora a Simulacri pubblicato da Sergio Bonelli Editore di Jacopo Camagni e Marco Bucci assieme a Flavia Biondi, Eleonora Caruso e Stefano Martinuz.
Partecipa alle antologie DC Comics DC Pride 2022, Harley Quinn Romance (in entrambi disegna su testi di Greg Lockard) e per DC Pride 2024 disegna la storia breve Spaces, scritta da Phil Jimenez.
Nel 2023 esce in Francia Fées des Sixties - Les disparitions de Imbolc (disegni su testi di Jul Maroh) pubblicato Les Humanoides Associées.
Oltre ai lavori per le case editrici, Macaione si dedica anche all'autoproduzione con i fumetti La fine dell'estate (2016), Nel buio tra gli alberi (2017), Una mattina qualunque (2019) e Neko Kid (2023). Ha partecipato con la storia breve 7 all'antologia di racconti erotici Melagrana edita nel 2017 da Attaccapanni Press.

## Opere

### Volumi
- 2008 - The Fag Hag (disegni su testi di Massimiliano De Giovanni)
- 2010 - Innamorarsi a Milano  (disegni su testi di Massimiliano De Giovanni)
- 2013 - Ofelia
- 2016 - Basilicò
- 2018 - Stella di mare
- 2018 - Alice: from Dream to Dream
- 2020 - F***ing Sakura
- 2021 - Scirocco
- 2022/2023 - Simulacri (disegni su testi di Marco Bucci ed Eleonora Caruso)
- 2023 - Fées des Sixties - Les disparitions de Imbolc (disegni su testi di Jul Maroh)
- 2025 - Tutte le volte che sono diventato grande

### Storie Brevi
- 2005 - Mortén (su Mondo Naif 25)
- 2014 - I colori del vicino
- 2016 - La fine dell'estate (autoproduzione)
- 2017 - Nel buio tra gli alberi (autoproduzione)
- 2017 - 7 (antologia Melagrana)
- 2019 - Una mattina qualunque (autoproduzione)
- 2023 - Public Display of Electromagnetism (disegni su testi di Greg Lockard, antologia DC Pride 2023)
- 2023 - Across the Multiverse (disegni su testi di Greg Lockard, antologia DC’s Harley Quinn Romances)
- 2023 - Neko Kid (autoproduzione)
- 2024 - Spaces (disegni su testi di Phil Jimenez, antologia DC Pride 2024)